# 10 (película)
10 es una película estadounidense de 1979, del género comedia, dirigida por Blake Edwards e interpretada por Dudley Moore, Bo Derek, Julie Andrews, Robert Webber, Dee Wallace-Stone y Brian Dennehy en los papeles principales.

## Argumento
George Webber (Dudley Moore) es un conocido compositor que está atravesando la crisis de los 40. Pese a mantener una relación con Samantha (Julie Andrews), un día observa a una novia (Bo Derek) que acude a la iglesia para casarse. George queda tan impresionado por su belleza que ya no puede pensar en nada más que en ella. Averigua el lugar donde pasará su luna de miel y sigue a los novios a México. Allí intentará conocerla y tener una aventura con ella.

## Título
En un momento de la película, George Webber declara que en una escala del 1 al 10, la chica interpretada por Bo Derek es un 11.

## Premios
- La película no obtuvo ningún premio, pero si muchas nominaciones.
- Dos nominaciones a los Oscar:
  - Oscar a la mejor banda sonora (Henry Mancini)
  - Oscar a la mejor canción (It’s Easy to Say de Mancini y Robert Wells).
- Cinco nominaciones a los Globo de Oro:
  - Mejor película musical o comedia.
  - Mejor actor en musical o comedia (Dudley Moore)
  - Mejor actriz en musical o comedia (Julie Andrews)
  - Nueva estrella del año (Bo Derek )
  - Mejor banda sonora (Henry Mancini).
- El guion de Edwards fue nominado a los WGA en la categoría de Mejor guion original de comedia.[3]

## Errores en la película
- Se ve la sombra del helicóptero que utilizaron en el rodaje en una escena en la que Webber/Moore conduce por una carretera.
- En una escena Moore está en la barra del bar con la copa llena. Sonríe a Bo Derek y sin que haya bebido ni un sorbito, después la copa está vacía.